# Sielmanns Naturlandschaft Wanninchen

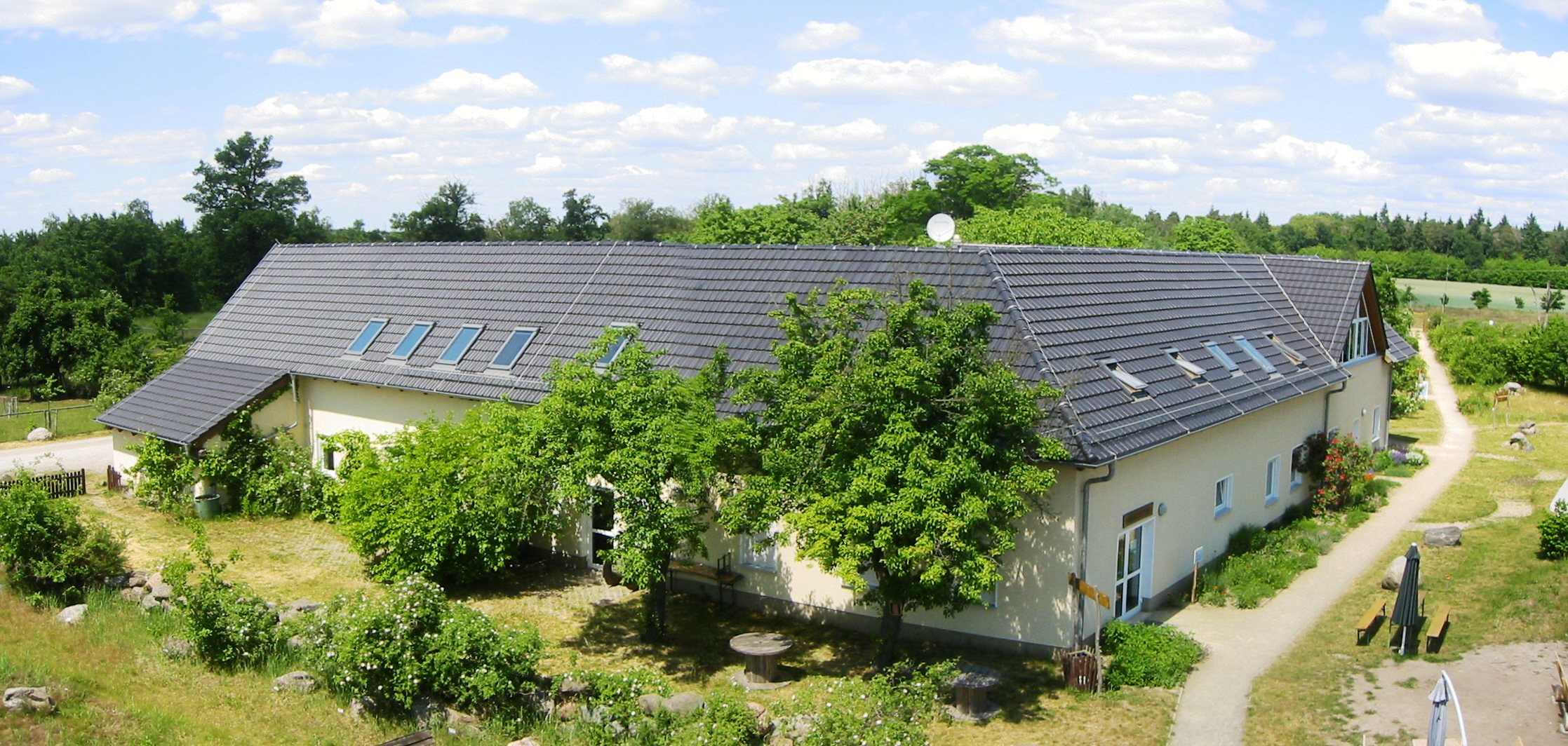
Hauptgebäude der Naturlandschaft Wanninchen im Naturpark Niederlausitzer Landrücken

Sielmanns Naturlandschaft Wanninchen ist der Name eines über 3300 Hektar großen Gebietes innerhalb des Naturparks Niederlausitzer Landrücken. Seit dem Jahr 2000 setzt sich die Heinz Sielmann Stiftung in dem ehemaligen Braunkohletagebaugebiet in der Niederlausitz bei Luckau für den Natur- und Artenschutz sowie für die Wildnisentwicklung ein. Im Jahr 1999 war der Tierfilmer und Zoologe Heinz Sielmann zusammen mit einer kleinen Stiftungs-Delegation erstmalig in der Bergbaufolgelandschaft.

## Hintergrund
Der Braunkohletagebau hat große Teile Ostdeutschlands nachhaltig verändert, so auch in der Niederlausitz. Im ehemaligen Tagebaugebiet „Schlabendorfer Felder“, südwestlich des Spreewaldes, im Naturpark Niederlausitzer Landrücken, wurde von 1957 bis 1991 mit Hilfe von Baggern und Förderbrücken Braunkohle abgebaut. Dabei wurde die Landschaft sowie der Wasserhaushalt der Region durch den Menschen in hohem Maße beeinflusst. 
Für die Tier- und Pflanzenwelt bedeutete die Zerstörung den Verlust ihrer angestammten Lebensräume. Einige Arten verschwanden aus dem Gebiet. Doch schon kurz nach Beendigung des Braunkohleabbaus begann der Wasserspiegel wieder zu steigen. Das Grundwasser füllte zunehmend die Tagebaurestlöcher. Es entstehen ausgedehnte Wasserflächen und Feuchtgebiete.
1996 stellte der Landkreis Oberspreewald-Lausitz erste Teile des Gebiets unter Naturschutz. Die Natur hatte wieder Besitz von den ehemaligen Bergbaukippen und den Tagebaulöchern ergriffen. Die Heinz Sielmann Stiftung hat hier seit 2000 mittlerweile mehr als 3.300 Hektar Land erworben, damit sich die Natur ungestört weiterentwickeln kann. Auf den Kippböden haben sich seltene Sandtrockenrasen gebildet, die Wasserflächen und ihre Umgebung sind bereits heute wertvolle Brut-, Rast- und Nahrungsplätze für bedrohte Vögel. In den Steilwänden bauen Uferschwalben ihre Nester. Die große Strukturvielfalt der Flächen bietet Lebensraum für eine Vielzahl wärmeliebender Insekten. So kehrten Pioniere wie der Sandohrwurm oder die Sandschrecke als erste auf die offenen Kippen und Sandflächen zurück.
Dort, wo sich die Gruben mit Wasser füllen, fanden sich ebenfalls neue Arten ein: Kreuz- und Wechselkröte sowie Rotbauchunke laichen in den flachen, sonnigen Bereichen der neu entstandenen Seen. Auch für viele Vogelarten, wie zum Beispiel dem Flussregenpfeifer und Wiedehopf, ist dieser neue Lebensraum attraktiv. Zugvögel wie Kraniche und Wildgänse kommen im Frühjahr und Herbst, um hier zu rasten. 

## Das Heinz Sielmann Natur-Erlebniszentrum in Wanninchen

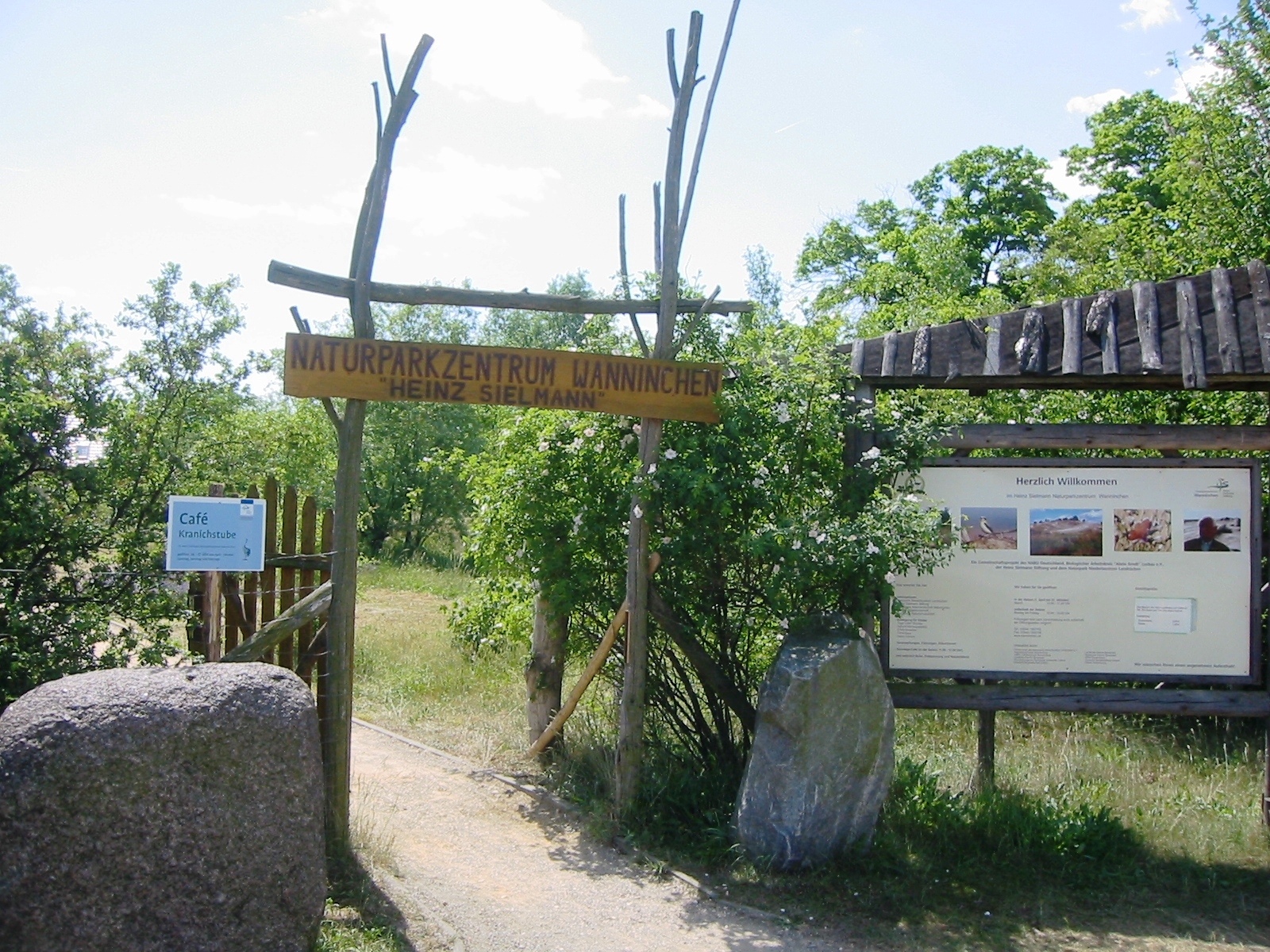
Eingang zum Heinz Sielmann Natur-Erlebniszentrum Wanninchen

Das Heinz Sielmann Natur-Erlebniszentrum liegt unmittelbar am Rande des ehemaligen Tagebaus. Es ist das einzige Gebäude, das die Bagger vom Dorf Wanninchen übrig ließen. Seit Sommer 2002 ist es Anlaufpunkt für Naturinteressierte – darunter auch viele Kinder und Jugendliche. Träger der Einrichtung ist die Heinz Sielmann Stiftung „Alwin Arndt“ Luckau e. V. Das weitgehend barrierefreie Gelände sowie die Ausstellung befinden sich derzeit im Umbau und sollen voraussichtlich im September wiedereröffnet werden. Auf dem Gelände gibt es unter anderem ein Reptiliengehege, einen Weiher, ein kleines Moor, einen Findlingsgarten sowie eine künstliche Uferschwalben-Nistwand, in der bis zu 130 Vogelpaare gleichzeitig brüten können. Weiterhin befinden sich auf dem Gelände ein Spielplatz und eine Vogelwarte, die einen Blick auf den Schlabendorfer See sowie das umliegende Gelände ermöglichen. Ein im Jahr 2024 angelegter „Wald der verschwundenen Dörfer“ erinnert an diejenigen Orte, die durch den Tagebau ganz oder teilweise verschwunden sind.
Im Januar und Februar sind hunderte von Singschwänen zu beobachten. Sie kommen aus dem hohen Norden Skandinaviens und dem Baltikum. Seit einigen Jahren brüten sogar einige Singschwanpaare in Sielmanns Naturlandschaft Wanninchen. Im September und Oktober nutzen zehntausende Zugvögel die Felder und ungestörten Flachwasserbereiche, um zu rasten und sich für die weite Reise gen Süden sattzufressen. Unter den Herbstgästen befinden sich tausende Graukraniche und Graugänse. Im späteren Verlauf des Jahres kommen auch Saat- und Bläßgänse hinzu. Von Wanninchen aus, direkt am Ufer des Schlabendorfer Sees, können sie beobachtet werden.   
Im Jahr 2005 wurde das Projekt in den Arbeitsschwerpunkt „Neue Landschaften“ der Internationalen Bauausstellung Fürst-Pückler-Land (IBA) aufgenommen. Gemeinsam mit dem Naturparadies Grünhaus sowie dem sächsischen Naturschutzgroßprojekt Lausitzer Seenland werden „Alternativen und notwendigen Ergänzungen zu rein touristischen Entwicklung der Bergbaufolgeseen“ aufgezeigt.

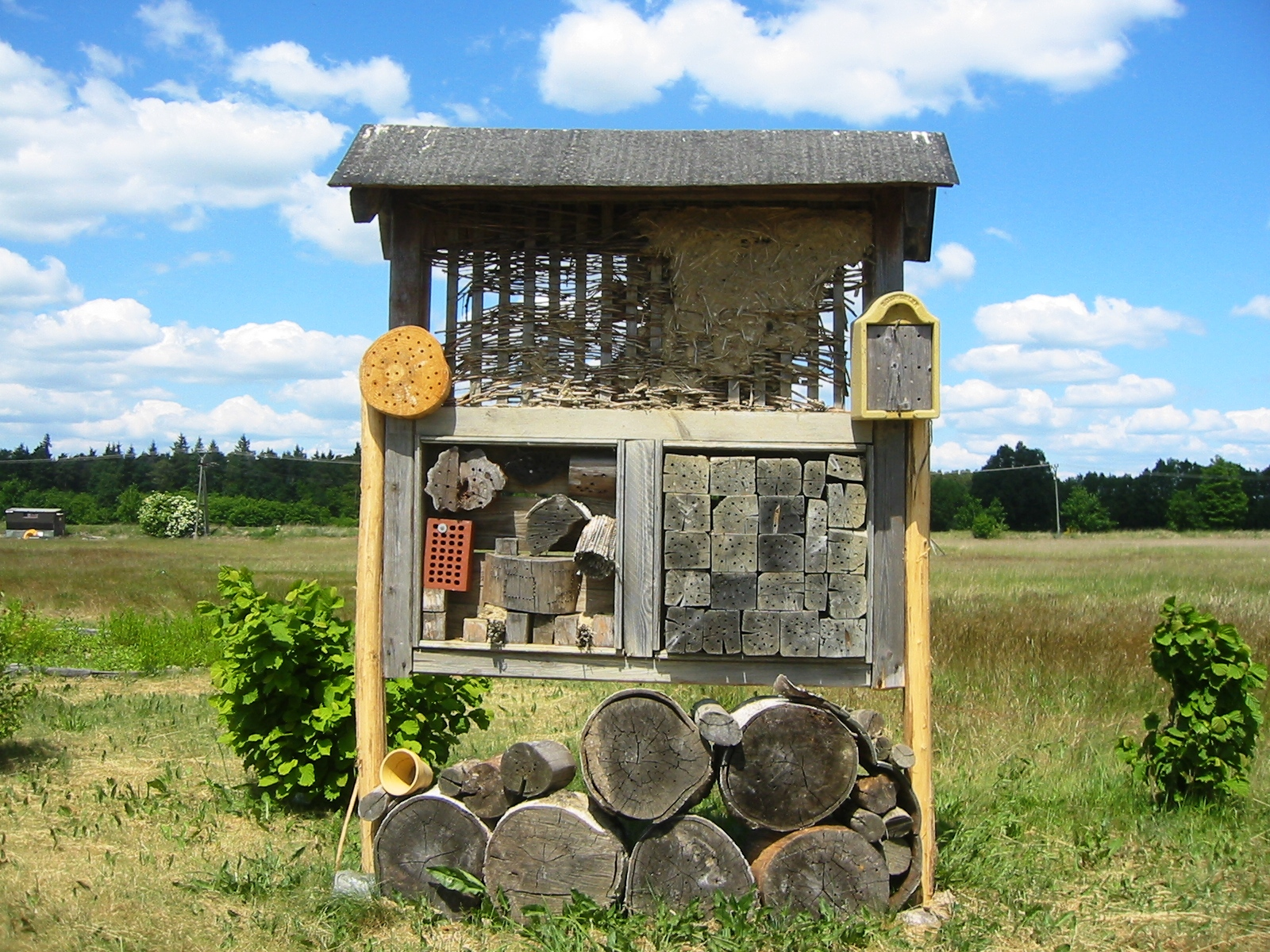
Bienenlehrpfad
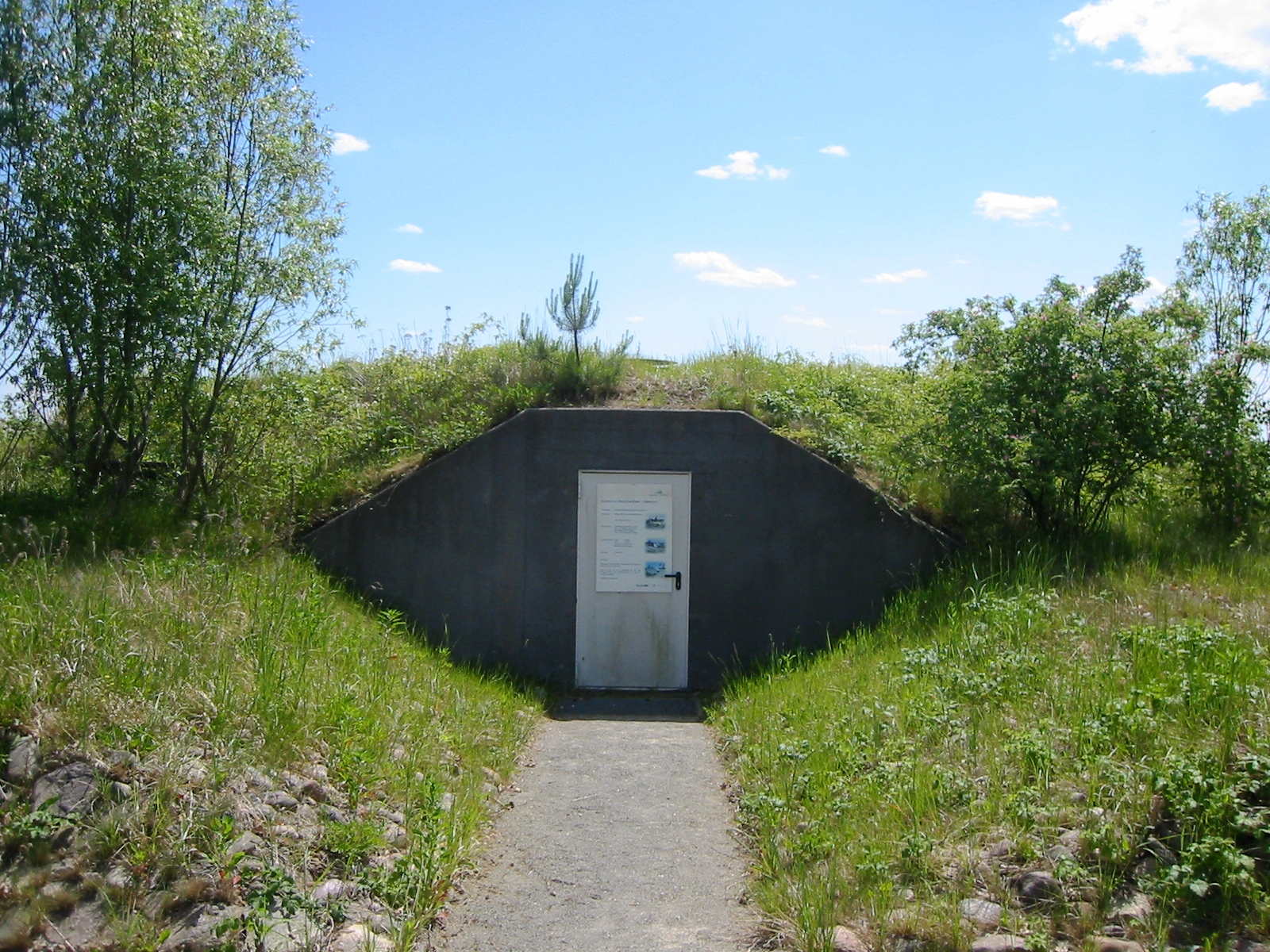
Eingang zur künstlichen Brutwand der Uferschwalben
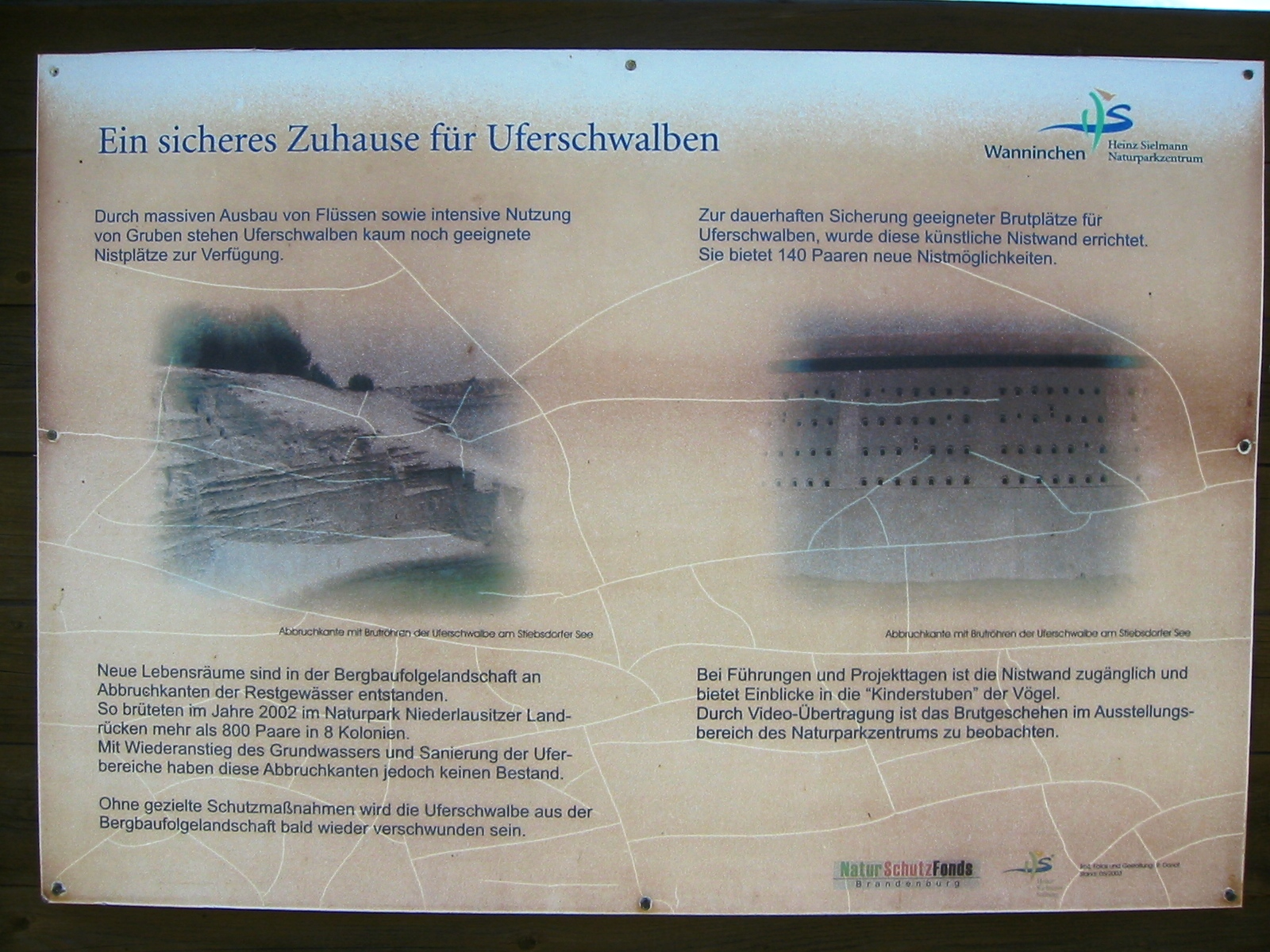
Schautafeln zur Brut der Uferschwalben
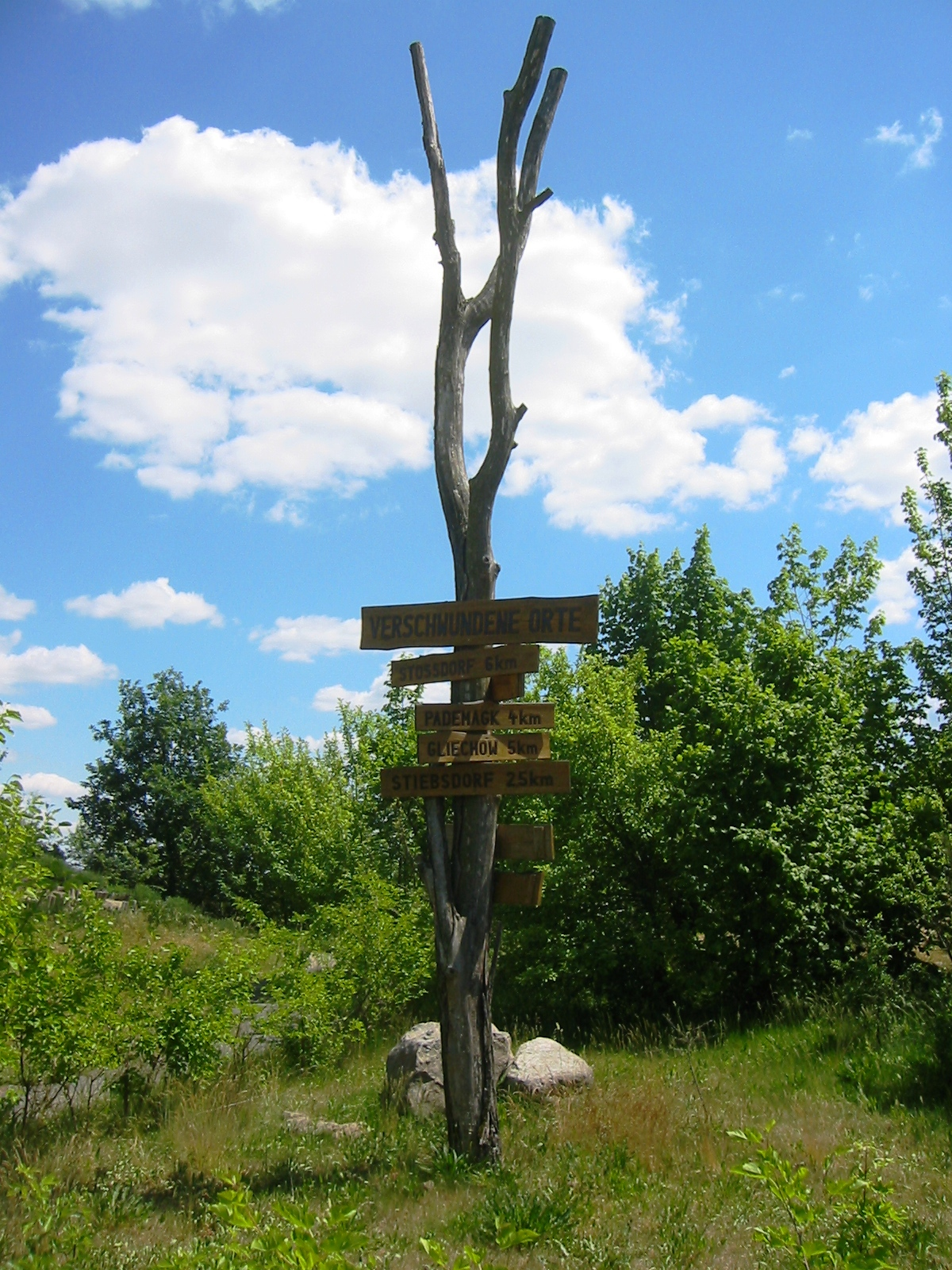
Erinnerung an verschwundene Orte rund um Wanninchen
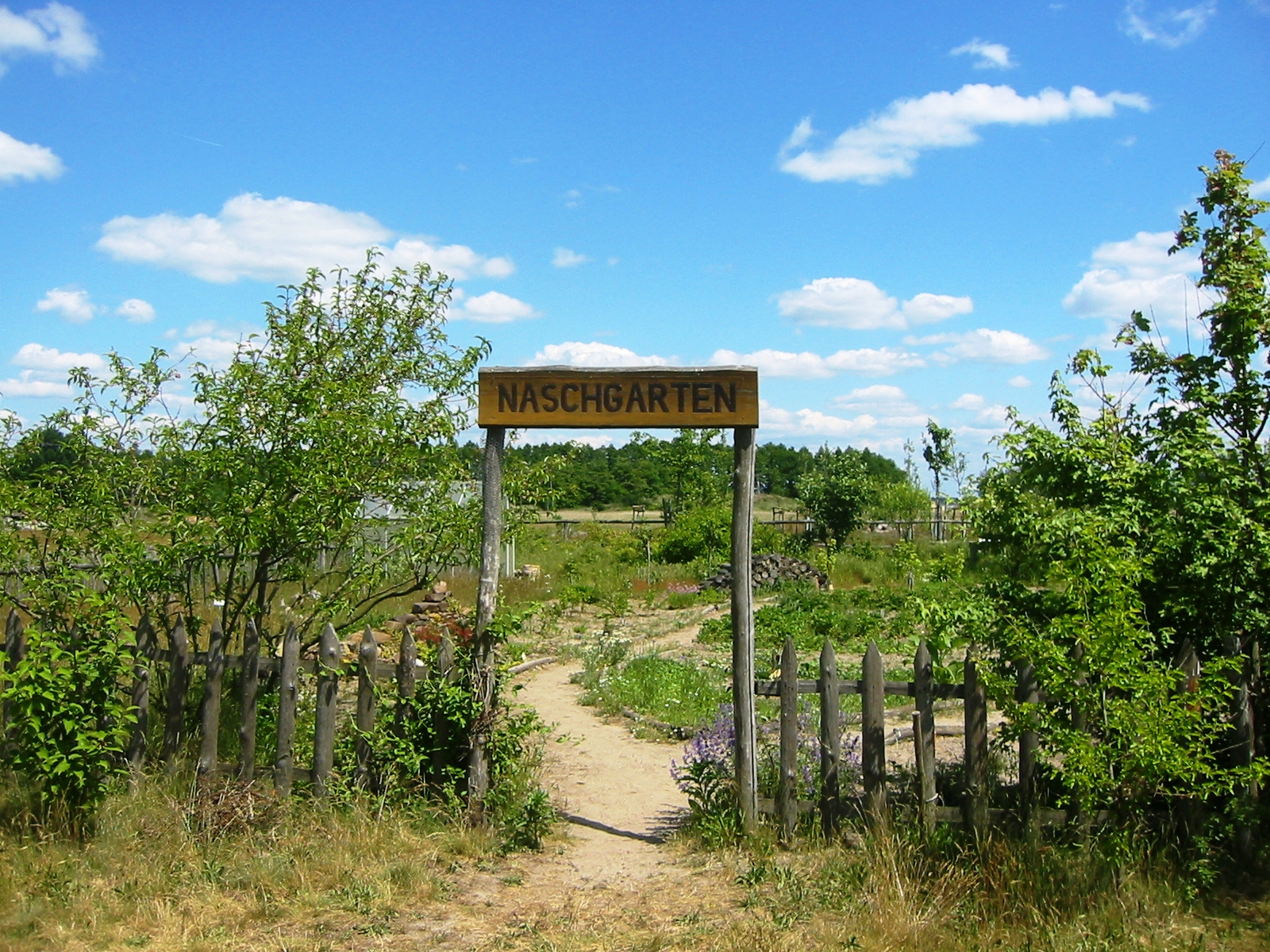
Naschgarten
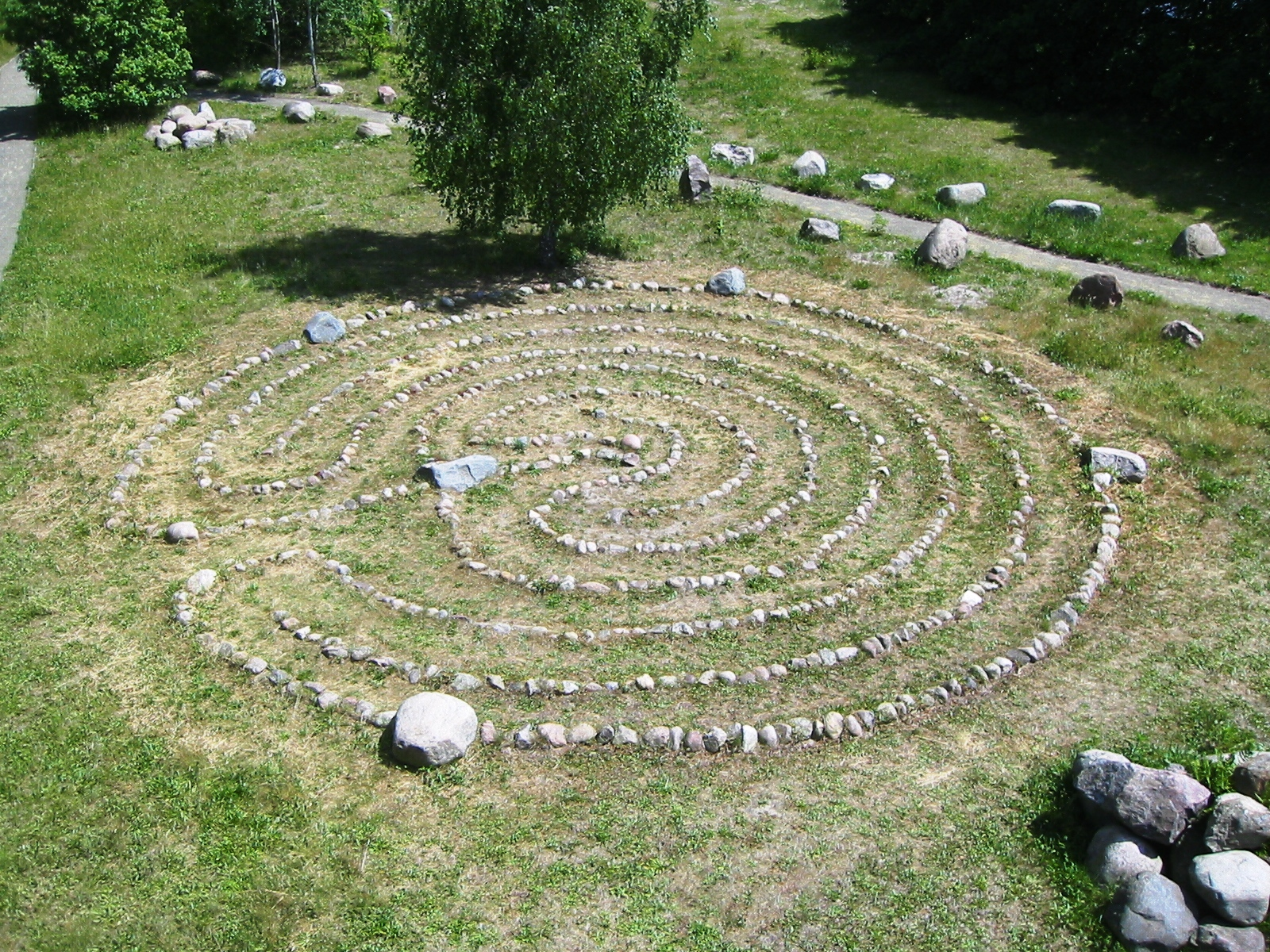
Findlingsgarten